# ツガザクラ
ツガザクラ（栂桜、学名:Phyllodoce nipponica Makino）はツツジ科ツガザクラ属の常緑小低木。

## 特徴
茎は地面を這い、上部が斜上し、高さは10-20cmになる。葉は密に互生し、線形で、長さ4-7mm、幅1.5mmになり、縁にはまばらな微鋸歯がある。
花期は7-8月。枝先に散形花序をつけ、2-6個の花を横向きにつける。花柄は細く、長さ1-2.5cmになり、微毛と腺毛が生える。萼片は卵形または広披針形で紅紫色になり、長さ1.5-2mmになる。同属のアオノツガザクラやエゾノツガザクラの萼片が花冠の半ばまでに達し、背面下部に腺毛が生えるのに対し、本種のは短く、背面は無毛。花冠は長さ4-5mm、幅3-4mmになる鐘型で、薄い桃色をし、先端は浅く5裂する。
和名は、葉が針葉樹のツガ（栂）に似、花がサクラ色をしていることによる。

## 分布
日本の固有種で、本州（福島県から鳥取県）および四国（愛媛県）に分布し、高山の岩場に生育する。
このうち、別子銅山に生育する個体群は2019年2月に「銅山峰のツガザクラ群落」に指定されている。

## ギャラリー
- 長野県塩見岳(2002年6月)
- 福島県飯豊山(2012年7月)

## 変種、雑種
- ナガバツガザクラ Phyllodoce nipponica Makino var. oblongo-ovata (Tatew.) Toyokuni - ツガザクラとよく似ているが、葉の長さが6-12mmあり、花柄の長さも異なり、どちらもナガバツガザクラの方が少々長い。北海道および本州の東北地方北部に分布する。
- オオツガザクラ Phyllodoce × alpina Koidz. - ツガザクラとアオノツガザクラの雑種、ツガザクラより大型で、本州の北アルプス北部および南アルプスにみられる。